# Saidal
Le Groupe Saidal (en arabe : مجمع صيدال) est un groupe pharmaceutique public algérien créé en 1982. Il est leader dans la production des médicaments en Algérie. Disposant de plusieurs unités de production réparties à travers le pays, Saidal couvre un large éventail de classes thérapeutiques, allant des antibiotiques aux traitements chroniques. Saidal joue un rôle stratégique dans la politique nationale de sécurité sanitaire, en visant à réduire la dépendance aux importations. Le groupe s’est engagé dans une dynamique de modernisation et d’exportation, avec pour objectif d’accroître sa présence sur les marchés africains et de diversifier sa gamme de produits, notamment à travers la production de matières premières pharmaceutiques.

## Historique
L'Entreprise nationale de production pharmaceutique est créée en avril 1982 suite de la restructuration de la Pharmacie centrale algérienne. En 1985, elle change de dénomination pour devenir Saidal.
En 1989, Saidal devient une entreprise publique économique, l'une des premières entreprises nationales à acquérir le statut de société par actions en 1993. En 1997, Saidal est transformée en groupe industriel auquel sont rattachés Biotic, Pharmal et Antibiotical.
Le 4 janvier 2016, le Centre national de bioéquivalence du groupe, premier en Algérie, a été inauguré par le ministre de l'Industrie et des mines, Abdeslam Bouchouareb.
Le 26 avril 2022, Saidal signe une convention-cadre avec l'Université Alger 1 dans le domaine de la formation des étudiants en pharmacie et les travailleurs du groupe.
Le 31 décembre 2023, le groupe Saidal a inauguré un centre de bioéquivalence, dénommé Equival Biocenter, qui aura pour mission de réaliser des études permettant de prouver l'efficacité et la sécurité des médicaments génériques.
Le 18 mai 2024, le groupe Saidal a lancé à Médéa, le projet Phoenix Biotech pour la fabrication de matières premières pharmaceutiques à partir d’extraits de plantes naturelles. Parmi ces matières premières figurent le bioethanol, les sucres spécialisés et les acides.
Le 4 juin 2024, a vu la pose de la première pierre de trois usines de production de matières premières de médicaments du groupe Saïdal à Batna. La première usine en partenariat avec une société chinoise, est spécialisée dans la production des cristaux d’insuline d’une capacité annuelle de 1 500 kg, la deuxième usine en partenariat avec l'Iran, est destinée à la production des matières premières pour le paracétamol, l'acide salicylique, d’une capacité annuelle de 2 000 tonnes et la troisième usine est spécialisée dans la production de matières premières pour les médicaments des maladies cardiovasculaires, inflammatoires et du diabète d’une capacité annuelle de 4 tonnes.
Le 19 août 2024, le groupe Saidal a récupéré l'usine de production de lait infantile et de farine pour enfants, au sein de l'unité d’El-Harrach. L’opération a été effectuée dans le cadre de la mise en œuvre et de l’application des instructions du gouvernement relatives aux biens et avoirs confisqués par des décisions judiciaires définitives liées à la lutte contre la corruption et les richesses illicites. Ce projet est réalisé en partenariat avec un partenaire allemand.
Le 13 janvier 2025, Saidal a conclu un accord de partenariat avec le Commissariat à l’énergie atomique (Comena) en vue de lancer la production locale de radio-isotopes destinés à la médecine nucléaire, notamment pour des applications en oncologie.
Le 2 juin 2025, le groupe Saidal, Madar Holding et la société de recherche en virologie (AGERP) ont signé un accord de partenariat visant à créer un centre de recherche en microbiologie et en développement de vaccins, ainsi qu’une unité de production de vaccins destinés à un usage humain et vétérinaire.
Le 14 juillet 2025, les travaux de construction d'une nouvelle unité de production relevant du groupe Saidal ont été lancés dans la zone industrielle de Sétif. Cette unité sera spécialisée dans la fabrication de matières premières destinées aux médicaments anticancéreux, avec une capacité de production prévue de 5 000 kg par an. La nouvelle unité représente un investissement public de 2,5 milliards de dinars. Implantée sur une superficie de 6 813,6 m2, elle constitue une première en Afrique dans son domaine. Dès son entrée en activité, prévue pour le premier trimestre 2026, elle devrait produire 15 substances innovantes.

## Filiales
Le groupe Saidal compte quatre filiales, Biotic à El-Harrach, Somédial à Oued Smar, Pharmal à Dar El Beïda et Antibiotical à Médéa, ainsi que 9 unités de production desquels sortent 160 médicaments répartis sur 20 classes thérapeutiques.

## Exportations
Le groupe Saidal exporte ses produits vers la Côte d'Ivoire, Gabon, Sénégal, Cameroun, Mali, Congo, République démocratique du Congo (RDC), Niger, Togo, Bénin, Guinée-Bissau, Tchad, Mauritanie, Tunisie et la Libye,,.

## Partenariat
Depuis le 29 septembre 2021, l'Algérie s'est lancée dans la production du vaccin anti Covid 19 qui est commercialisé sous l'appellation CoronaVac. Le groupe pharmaceutique public Saidal, a été choisis par le gouvernement pour produire ce vaccin en partenariat avec la société chinoise Sinovac Biotech. Les objectifs fixés par les autorités publiques sont de vacciner 70% de la population algérienne d'ici la fin 2021 mais également se projeter dans l'exportation de ce vaccin vers l'Afrique.
En juillet 2023, Saidal a conclu un partenariat avec la société russe de biotechnologie Biocad pour la fabrication de cinq nouveaux médicaments anticancéreux.
Le 4 mars 2024, le groupe Saidal et le Groupe pharmaceutique iranien Barakat ont signé un contrat pour la fabrication de kits de dépistage de maladies telles que le cancer et le diabète. L’usine en question sera mis en construction dans l’unité du Groupe Saidal à Oran, et devrait être opérationnelle dans huit mois.
Le 5 mars 2024, Saidal signe un contrat avec le vietnamien Radiner, pour la production d’un produit à base de plantes utilisé pour le traitement de la toxicomanie.
Le 31 mai 2025, le groupe Saidal signe un accord de partenariat avec le conglomérat chinois Truking, pour la construction d'une usine dédiée à la fabrication de médicaments anticancéreux dans la wilaya de Constantine.

## Données financières
Le groupe Saidal a réalisé un chiffre d’affaires de 12,7 milliards de dinars en 2011, contre 11,57 milliards de dinars en 2010, soit une hausse de 7%, et un bénéfice net de 02 milliards de dinars en 2011 contre 1,1 milliard de dinars en 2010, soit une hausse de 87%. Son chiffre d'affaires s’est établit autour de 19,5 milliards de dinars en 2023, contre 14,6 milliards de dinars en 2022, soit une hausse de 35%.
En 2024, le chiffre d'affaires du groupe a continué de croitre en atteignant les 24 milliards de dinars. Le président de Saidal, Abdelouahad Grimes, prévoit un chiffre d'affaires de 35 milliards de dinars pour 2025.

## Identité visuelle
En avril 2022, Saidal dévoile une nouvelle identité visuelle à l'occasion du 40e anniversaire du groupe.
Le groupe ne gardera cette identité visuelle qu'une seule année, en 2023, un changement s'opère à nouveau.

Logo de 1982 à 2022
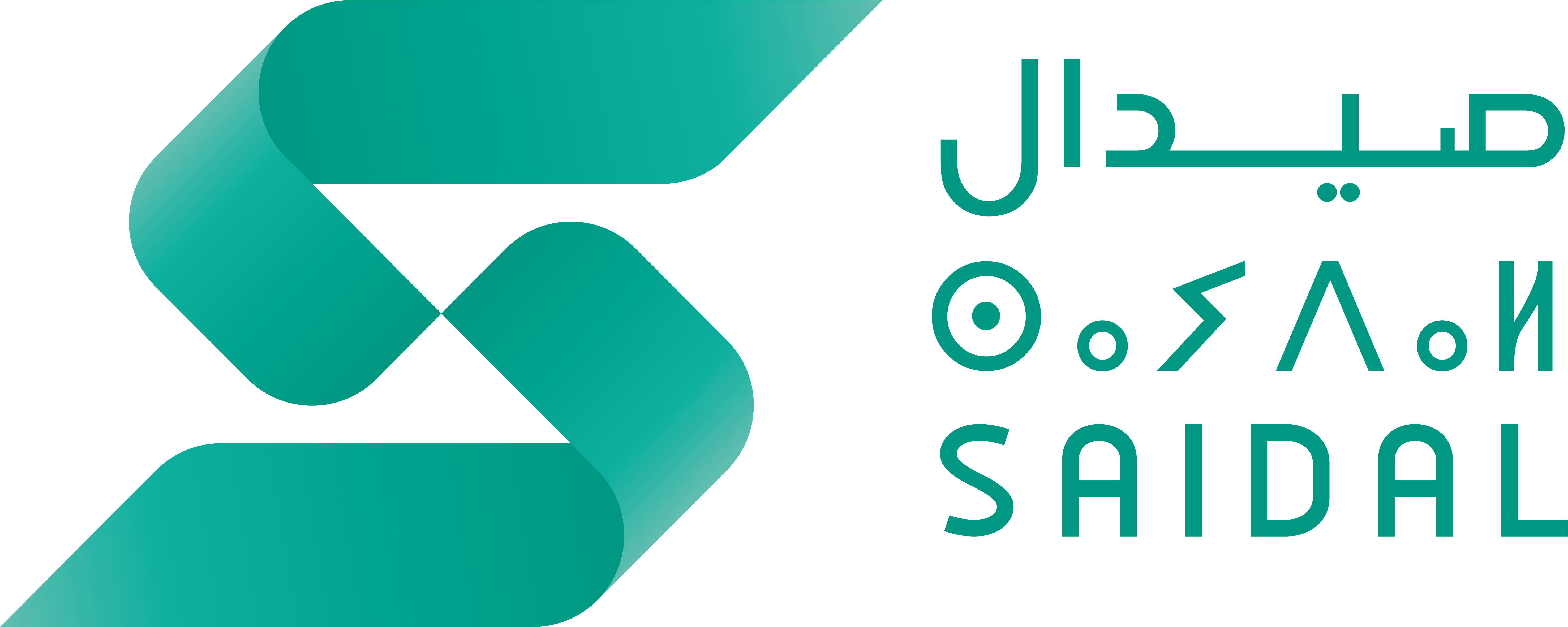
Logo actuel depuis 2022.

## Gouvernance
Saidal est dirigé par un Président-Directeur général :
- Mouloud Belkebir (1985-1991)
- Ali Aoun (1995-2008)
- Rachid Zahouani (2008-2009)[27]
- Arezki Aït Yahia (intérim, 2009)
- Boumédiène Derkaoui (2010-2015)
- Mohamed Hammouche (2015-2016)
- Yacine Tounsi (2016-2017)
- Mohamed Nouas (2017-2020)
- Fatouma Akacem (2020-2023)[28]
- Wassim Kouidri (avril 2023-février 2025)[29]
- Abdelouahed Grimes (5 février 2025-12 avril 2025)[30]
- Yahia Saad-Eddine Naili (depuis le 12 avril 2025-)[31]